# Nora Arnezeder
Nora Arnezeder (Paris, 8 de maio de 1989) é uma atriz francesa.

## Biografia
Nora nasceu em Paris, França. Seu pai, Wolfgang, é um austríaco católico, e sua mãe, Piera, é uma egípcia judia. Seus bisavós são judeus italianos que imigraram para Alexandria antes da Primeira Guerra Mundial. Aos dois anos de idade, ela deixou Paris com seus pais e foi para Aix-en-Provence. Aos quatorze anos, ela se mudou para Bali por um ano. Posteriormente, retornou para Paris e teve aulas de dança e canto com Myrtille Buttner, na Academia Internacional de dança e de teatro (L'Académie Internationale de danse et de théâtre), no interior de uma escola de teatro em Cabriès aos dezesseis anos. Após dois anos e vários estágios privados de comédia no Cours Florent, ela teve alguns papéis em cinema e televisão.
Em 2008, teve seu primeiro grande papel no filme Paris 36 (francês: Faubourg 36), que foi dirigido por Christophe Barratier. Neste filme, Nora cantou a canção Loin de Paname, que foi indicada para Melhor Canção Original no Oscar 2010. Em 2009, ela foi o rosto da fragrância "L'Idylle" da marca Guerlain. Em 2012, apareceu como Ana Moreau no filme Safe House, e como Celia no filme The Words, ao lado de Ben Barnes. Ainda em 2012, protagonizou o filme de terror slasher Maniac, ao lado de Elijah Wood. Em 2013, protagonizou o filme Angélique como Angélique.
Em novembro de 2014, foi lançada na série de televisão Zoo, que é baseada no livro homônimo de James Patterson e Michael Ledwidge. Ela faz parte do elenco principal e interpreta uma agente de inteligência estrangeira chamada Chloe Tousignant.

## Filmografia
| Ano       | Título                        | Personagem         | Notas                   |           |
| Televisão | Televisão                     | Televisão          | Televisão               | Televisão |
| --------- | ----------------------------- | ------------------ | ----------------------- | --------- |
| 2015      | Zoo                           | Chloe Tousignant   | Elenco Principal        |           |
| 2014      | Mozart in the Jungle          | Anna Maria         | Recorrente              |           |
| 2011      | Xanadu                        | Varvara Valadine   | Elenco Principal        |           |
| 2007      | R.I.S. Police scientifique    | Tatiana Goulianova | Temporada 2, Episódio 7 |           |
| 2006      | Commissaire Valence           | Chloé              | Episódio 8              |           |
| Cinema    |                               |                    |                         |           |
| TBA       | Louis la Chance               | Katia              | Dublagem/Animação       |           |
| 2014      | Inside Me                     | Madeleine          | Curta-metragem          |           |
| 2014      | Fiston                        | Sandra             |                         |           |
| 2013      | Angélique                     | Angélique          |                         |           |
| 2012      | Ce que le jour doit à la nuit | Émilie Cazenave    |                         |           |
| 2012      | Maniac                        | Anna               |                         |           |
| 2012      | Safe House                    | Ana Moreau         |                         |           |
| 2012      | The Words                     | Celia              |                         |           |
| 2011      | La Croisière                  | Chloé              |                         |           |
| 2008      | Paris 36                      | Douce              |                         |           |
| 2007      | Les Deux Mondes               | Lyri               |                         |           |
| 2007      | Bac +70                       | Elsa               | Telefilme               |           |
| Teatro    |                               |                    |                         |           |
| 2012      | Après tout, si ça marche      | Melody             | [ 4 ]                   |           |

## Prêmios e indicações
| Ano  | Prêmio       | Categoria               | Trabalho | Resultado |
| ---- | ------------ | ----------------------- | -------- | --------- |
| 2009 | Étoiles d'or | La révélation féminine  | Paris 6  | Venceu    |
| 2009 | Prix Lumière | Meilleur espoir féminin | Paris 6  | Venceu    |